# Video Greatest Hits – HIStory
Video Greatest Hits – HIStory – kolekcja „krótkich filmów” amerykańskiego wokalisty popowego – Michaela Jacksona, która została wydana na kasetach VHS w 1995 przez Sony Music. Później w 2001 roku kolekcję wydano również na płytach DVD.

## Lista wideo
1. Brace Yourself
2. Billie Jean
3. The Way You Make Me Feel (Full 9 minute version)
4. Black or White (Full „panther” version)
5. Rock With You
6. Bad (Full 18-minute version)
7. Thriller
8. Beat It
9. Remember the Time
10. Don’t Stop ’Til You Get Enough
11. Heal the World

## Reżyseria
- Steve Barron (Billie Jean)
- Joe Pytka (The Way you Make me Feel i Heal the World)
- John Landis (Black or White i Thriller)
- Bruce Gowers (Rock with You)
- Martin Scorsese (Bad)
- Bob Giraldi (Beat it)
- John Singleton (Remember the Time)
- Nick Saxton (Don’t Stop ’Til You Get Enough)

## Certyfikaty
| Państwo   | Certyfikat | Sprzedaż (w egzemplarzach) |
| --------- | ---------- | -------------------------- |
| USA       | 9x Platyna | 900,000                    |
| Australia | 5x Platyna | 75,000                     |
| Austria   | Złoto      | 5,000                      |
| Germany   | 3x Złoto   | 75,000                     |
| Japan     | Złoto      | 100,000                    |
| Mexico    | 7x Platyna | 300,000                    |
| Spain     | Platyna    | 25,000                     |